# Leptoseps poilani
Leptoseps poilani — вид сцинкоподібних ящірок родини сцинкових (Scincidae). Ендемік В'єтнаму. Вид названий на честь французького ботаніка Ежена Пулана (1887–1964).

## Поширення і екологія
Leptoseps poilani мешкають в провінції Куангчі в центральному В'єтнамі, зокрема в повіті Хионгхоа і в центральних Аннамських горах, а також локально спостерігалися в провінції Тхиатх'єн-Хюе. Вони живуть у вологих тропічних лісах, серед опалого листя. Зустрічаються на висоті від 100 до 800 м над рівнем моря.